# Harrachova skála
Harrachova skála je skála na svazích hory Mechovinec v Krkonoších, na severním konci geomorfologického okrsku Žalský hřbet. Leží necelý 1 km jihovýchodně od Horních Míseček a 2 km západně od Špindlerova Mlýna.
Dle geodetického měření provedeného autory projektu Tisícovky Čech, Moravy a Slezska dosahuje vrchol nadmořské výšky 1036 m.

## Vyhlídka
Na Harrachově skále je už od roku 1893 vybudována přístupová cesta a vyhlídka s železným zábradlím, ze které je výborný výhled na Špindlerův Mlýn i okolní hory. Vyhlídka je vybavena dřevěnou deskou se schematickým znázorněním viditelných cílů, mj.:
- sever: Západní Český hřbet (Kotel, Zlaté návrší, Medvědín), Horní Mísečky
- východ: Špindlerův Mlýn a za ním Kozí hřbety, Luční hora, Zadní Planina
- jih: zbytek Žalského hřbetu (Černá skála, Šeřín a Žalý)
- západ: Mechovinec

## Přístup
Nejkratší cesta vede z Horních Míseček po červeně značené Bucharově cestě směrem na Mechovinec. V místě křížení se zimním běžeckým okruhem je rozcestník, od kterého vede asi 150 metrů dlouhá značená odbočka k Harrachově skále.